# 崔鹏 (足球运动员)
崔鹏（1987年5月31日—），中国足球运动员，司职中场，能胜任左右前卫和后腰等多个位置。

## 职业生涯
- 2005年在山东鲁能泰山客场对阵横滨水手的亚洲冠军联赛中第一次为球队首发出场，就在左前卫的位置上发挥出色，帮助球队客场获胜。
- 2005年4月2日在中超揭幕战中首次联赛首发并打入本队当年联赛的第一球，帮助球队战胜上海国际。
- 2005年代表中国参加了在荷兰举行的世青赛，作为球队主力并在对阵乌克兰的比赛中打入一球。
- 2006年作为球队队长代表中国参加了亚青赛。
- 2008年参加了北京奥运会决赛阶段的比赛，成为主力队员，但发挥欠佳。
- 2014年7月二次转会，中甲球队成都天诚通过官方微博宣布，球队正式以租借方式引进崔鹏，赛季结束后崔鹏的状态不佳，长时间淡出人们的视线。
- 2016年崔鹏加盟石家庄永昌，在中超第2轮比赛进入到下半时伤停补时崔鹏替补登场，获得了大约1分钟的出场时间。这也是他在865天后再度于中超出赛。

## 荣誉

### 山东鲁能泰山
- 中国足球超级联赛冠军：2006、2008、2010
- 中国足协杯冠军：2006